# Barboncito
Barboncito (1820-1871) fou un famós líder polític i espiritual navaho. El seu nom vol dir nen mal vestit en espanyol. També fou conegut com a Hastiin Dághaaʼ, Hastiin Daagi, Bistłahałání, i Hózhǫ́ǫ́jí Naatʼááh. Barboncito va néixer en el clan Maʼiideeshgiizhnii pel 1820 i era germà de Delgadito.
El 1846 es posà en guerra contra els mexicans i signà un acord amb Alexander W. Doniphan. Després d'un desafortunat incident el 1860 a Fort Defiance (Arizona) donà suport la revolta de Manuelito que fou guerra oberta fins al 1866, essent un dels caps amb el seu germà Delgadito. Fou un dels signants del Tractat de Bosque Redondo de 1868, que finalitzà la Llarga marxa dels navahos, i fou cap suprem dels navajo del 1866 al 1870.